# Reichenbachia depressifrons
Reichenbachia depressifrons är en skalbaggsart som först beskrevs av Brendel 1893.  Reichenbachia depressifrons ingår i släktet Reichenbachia och familjen kortvingar. Inga underarter finns listade i Catalogue of Life.